# دریاچه بختگان
دریاچه بَختِگان، دومین دریاچه بزرگ ایران بعد از دریاچه ارومیه و بزرگ‌ترین دریاچه مرکزی ایران می‌باشد و به طول ۱۲۰ کیلومتر در شهرستان‌های نی ریز، استهبان، بختگان و خرامه و ارسنجان در استان فارس است.
این دریاچه زیستگاه زمستانه پرندگانی است که از روسیه و دشت‌های سیبری به ایران مهاجرت می‌کنند.

## منشأ آب دریاچه

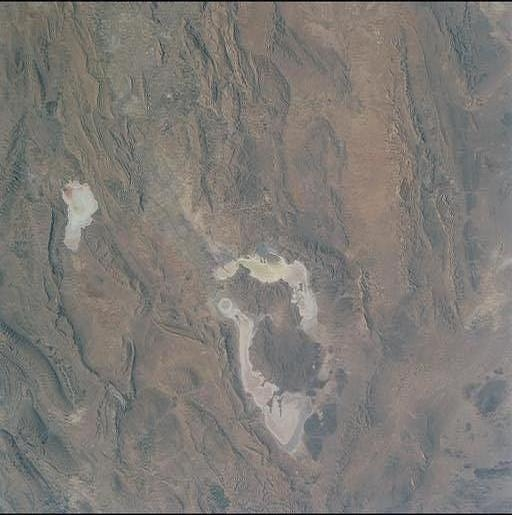
دریاچهٔ بختگان (به همراه دریاچه طشک در شمال و دریاچهٔ مهارلو در غرب آن). نگاره توسط خدمهٔ شاتل فضایی دیسکاوری، مأموریت اس‌تی‌اس-۹۲. تاریخ: ۱۰/۲۲/۲۰۰۰.

منشأ اصلی آب این دریاچه رودخانه کر و رودخانه سیوند می‌باشند رودخانه سیوند در نزدیکی شهر مرودشت و در محلی بنام پل خان به رودخانه کر می‌پیوندد و پس از عبور از دشت کربال به دریاچه می‌رسد علاوه بر این وجود چشمه‌های متعدد در اطراف دریاچه و همچنین سیلاب فصلی تأمین کننده آب دریاچه هستند اما متأسفانه در سال‌های اخیر به دلیل تغییرات طبیعی و انسانی رودخانه کر خشک گردیده که به دنبال آن نیز خشک شدن دریاچه را موجب شده‌است.

## خشک شدن دریاچه

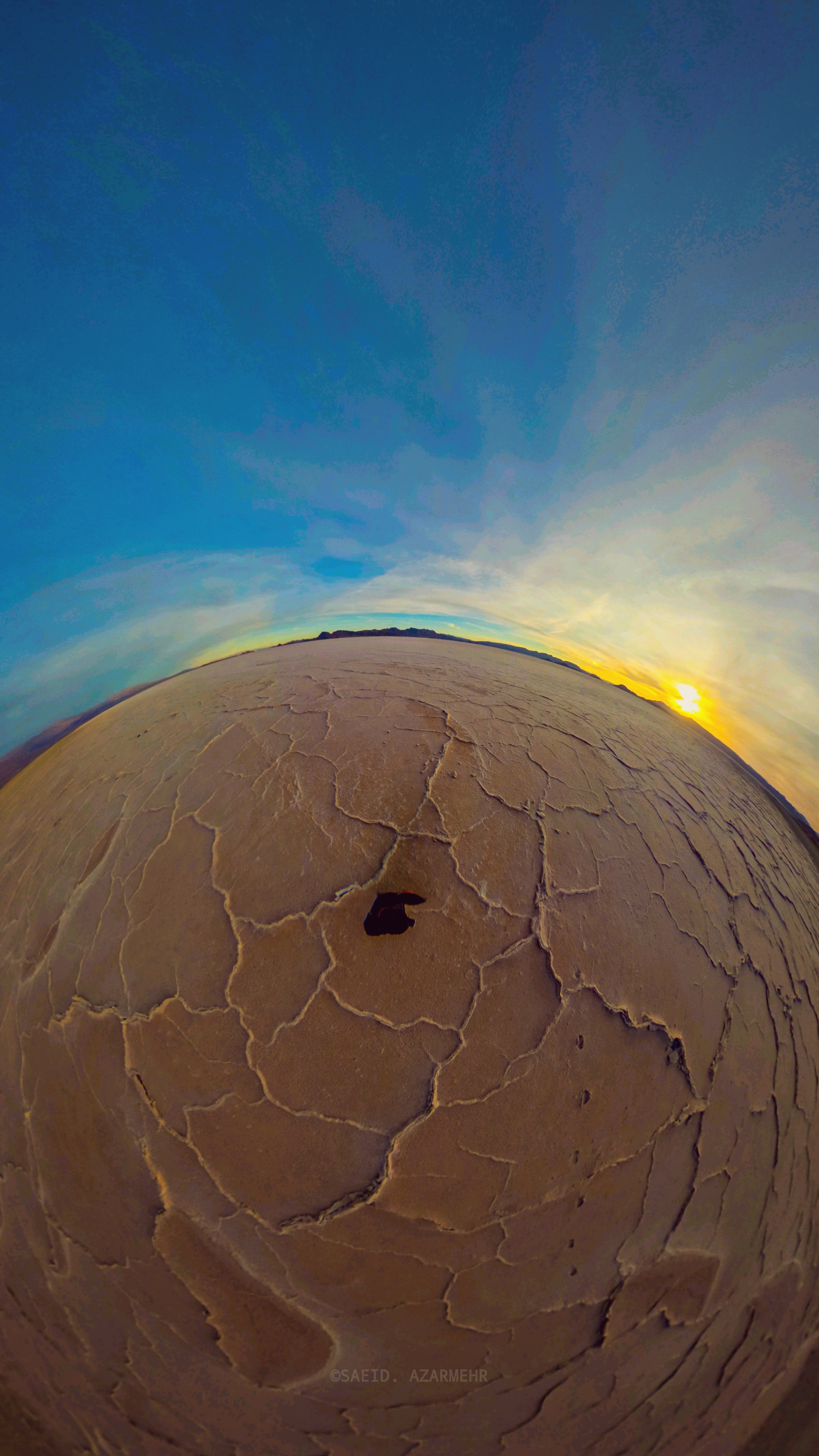
تصویری از دریاچه خشک شده بختگان در اثر احداث بی‌رویه سد و حفر بی‌رویه چاه آب

ساختن سد درودزن در سال ۱۳۵۱ هجری شمسی سبب کاهش ورودی آب رودخانه کر به دریاچه بختگان شده بود.
سپس با احداث سد سیوند بر روی رودخانه سیوند و در منطقه‌ای بنام تنگه بلاغی، سیلاب‌های رودخانه سیوند هم به رودخانه کُر نرسید همچنین ساخت سدی دیگر بنام ملاصدرا و در منطقه‌ای بنام تنگ براق و در بالادست سد درودزن سبب شد آبی به دریاچه نرسد. به نظر کارشناسان، وجود سه سد درودزن، سیوند و ملاصدرا در بالادست دریاچه بختگان بر روی رودخانه‌های کُر و سیوند که منبع اصلی تأمین آب این دریاچه است، موجب خشک شدن این حوضه آبی شده‌است.

## اثرات زیست‌محیطی

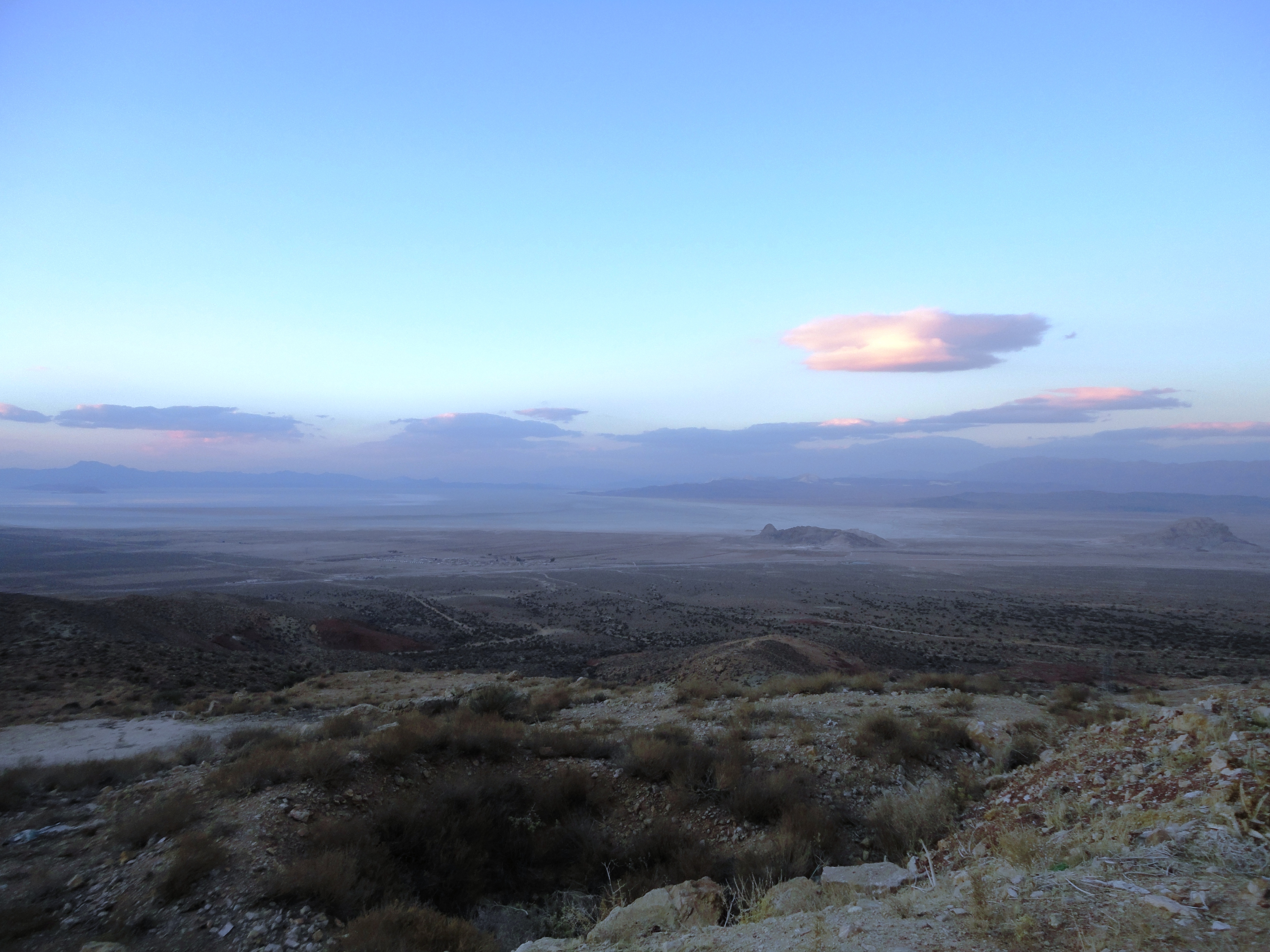
دریاچه بَختِگان

به دنبال این رویداد، پیوستگی میان دریاچهٔ طشک و دریاچهٔ بختگان از میان رفت. از میان رفتن این پیوستگی، سبب شده که روند خشک شدن دریاچهٔ طشک شتاب زیادی بگیرد. هم‌اکنون نیز شوری دریاچهٔ طشک به ۱٬۲۰۰ واحد رسیده که حدود ۴ برابر سال‌های گذشته‌است.
پیش از وقوع این رویداد، پیش‌بینی شده بود که فاجعه‌ای زیست‌محیطی در انتظار زمین‌های پیرامون دریاچهٔ بختگان است. بر طبق این پیش‌بینی، چاه‌های پیرامون این دریاچه، نخست شور خواهند شد (برخی از این چاه‌ها هم‌اکنون شور شده‌اند) و سپس تلخ خواهند شد (یعنی زه دریاچه را خواهند کشید). بدین ترتیب آب باقی‌مانده در چاه‌های موجود، نه تنها کوچک‌ترین سودی برای کشاورزی نخواهند داشت بلکه در آینده باعث ناباروری زمین‌های کشاورزی خواهند شد. ضمن آنکه، برای بازگشت به شرایط اولیه، به حداقل چند ده سال زمان نیاز است.
از سوی دیگر، با خشک شدن این دریاچه، دیگر بخار آب از دریاچه برنخواهد خواست و در نتیجه محصولات کشاورزی نیریز، بختگان، استهبان، خرامه، فسا و ارسنجان (به ویژه انجیر و بادام) به شدت کاهش خواهد یافت مثلا قمپ آتشکده یکی از چشمه های معروف استان فارس در شمال فسا که ۲۰ کیلومتر فاصله مستقیم با بختگان دارد پس از خشکیدن آن، روی به کم آبی گذاشته و خشک شد.
روی دیگر این فاجعه، زمین‌های شوره‌زاری است که به جای دریاچه به چشم می‌خورد و با وزش هر نسیمی، نمک‌های آن همچون پرده‌ای بر روی زمین‌های کشاورزی کشیده می‌شود و حتی اگر آبی از چشمه‌سارها برای زمین‌ها باقی‌مانده باشد دیگر زمین‌های شوره‌زار استعداد چندانی برای شکوفایی ندارند. گذشته از این، نمک‌های بادآورده برای تندرستی انسان‌های ساکن اطراف و جانوران اهلی و وحشی هم زیان‌آور است و بیماری‌های پوستی، ریوی و چشمی افزایش می‌یابد.
با خشک شدن دریاچهٔ بختگان، پرندگان مهاجر و کوچ‌کننده هم دیگر به سوی بختگان نیامده، در نتیجه اکوسیستم بهم خورده و کویر، به‌عنوان مهمان ناخوانده، به معنای حقیقی آن واقعیت تلخ منطقه شد؛ که البته برخی از آنان دریاچهٔ پشت سد سیوند را برای زندگی برگزیده‌اند. بسیاری از متخصصان بر این باورند که چون آب رود سیوند به بیرون از ایران یا به سمت شن‌زارهای بی‌حاصل کویر لوت نمی‌رفت، لذا احتیاجی به احداث سد سیوند نبود. در واقع احداث سد سیوند سبب شد آبی که در دریاچهٔ بختگان گرد می‌آمد و در کشاورزی و دیم‌کاری و دامپروری به کار می‌رفت به پشت سد سیوند منتقل شد و به کشاورزان و مردم ناحیه‌ای دیگر داده شد؛ یعنی تقریباً کاری عبث و بیهوده.
دیده‌بان محیط زیست ایران گزارش داد که حدود ۲۰۰۰ جوجه فلامینگو در میان نمک‌زارهای دریاچهٔ بختگان تلف شدند.

## احیای دریاچه
کمپینی با نام ما صدای بختگان هستیم توسط یک فعال اجتماعی محیط زیستی با نام سعید خادمی ایجاد شده‌است که مورد استقبال هزاران نفر از مردم منطقه قرار گرفته‌است و رویکرد آن تسریع و تسهیل احیای دریاچه بختگان است. همچنین سازمان حفاظت محیط زیست استان فارس اعلام کرد در شرایط کنونی و با توجه به شدت خشکسالی، احیای بختگان به حداقل ۲۵۰ میلیون مترمکعب حق‌آبه نیاز دارد. با پیگیری‌های صورت گرفته میزان ۲۰ و ۵۰ میلیون مترمکعب حق‌آبه به بختگان تخصیص داده شده‌است که این میزان به هیچ عنوان کافی نیست.

## آثار سینمایی
مستند سینمایی "آبفروش" به کارگردانی محمد ناصریراد به عوارض خشک شدن این دریاچه پرداخته است.